# Viktor Sergueïevitch Rozov
Pour les articles homonymes, voir Rozov.
 (décembre 2014).
Si vous disposez d'ouvrages ou d'articles de référence ou si vous connaissez des sites web de qualité traitant du thème abordé ici, merci de compléter l'article en donnant les références utiles à sa vérifiabilité et en les liant à la section « Notes et références ».
Viktor Sergueïevitch Rozov (en russe : Виктор Сергеевич Розов) est un dramaturge russe soviétique né le 8 août 1913, à Iaroslavl, et mort le 28 septembre 2004 à Moscou. Lauréat du Prix d'État de l'URSS (1967). Auteur de plus de 20 pièces de théâtre et de 6 scénarios pour le cinéma, dont Éternellement vivant, l'œuvre qui donna naissance au scénario du film Quand passent les cigognes. Membre de l'Académie Russe des Lettres, il a été Président de l'Académie russe des arts du théâtre et membre de l'Union des écrivains.

## Biographie
Viktor Rozov est le fils du comptable Sergueï Fiodorovitch Rozov (ancien combattant de la Première Guerre mondiale) et de Ekaterina Ilinitchna. Lors de la révolte de Iaroslavl en 1918, la maison familiale brûle, la famille s’enfuit à Vetlouga. C'est dans cette ville que Viktor Rozov termine ses trois premières années d'école. À partir de 1923, il vit et étudie à Kostroma. En 1929, il échoue aux examens d'entrée à l'Université d'État russe de l'agriculture de Moscou à cause d'un stage qu'il n'aurait pas fait et commence à travailler dans une usine textile à Kostroma. Cette même année, il devient acteur et spectateur assidu du théâtre du jeune public de Kostroma. En 1932, il entre au Lycée technique de l'industrie à Kostroma. En 1934, il entre à l'école de Théâtre de la Satire révolutionnaire (classe sous la direction de Maria Babanova).
Après l'entrée en guerre de l'URSS, en juin 1941, Rozov entre dans la 8e Division Nationale des milices populaires de la région de Krasnopresnenski. L'automne de cette même année, il est grièvement blessé. Il sort de l'hôpital au milieu de l'année 1942, et prend la tête d'un groupe de propagande au front ; en parallèle, il suit des cours par correspondance à l'Institut de littérature Maxime-Gorki. À la fin de la guerre, il interrompt ses études à l'institut et fonde le Théâtre pour les enfants et la jeunesse d'Alma-Ata. Revenu à Moscou, il travaille en tant qu'acteur et metteur en scène au Théâtre de la Maison centrale de la culture des cheminots. En 1953, Rozov termine ses études à l'institut de littérature.
Depuis 1949, ses pièces sont mises en scène dans différents théâtres. Sa pièce Ses amis, présentée en 1949 au Théâtre Central de la Jeunesse faillit ne pas voir le jour car jugée « trop sentimentale ». Anatoli Efros trouve dans Rozov son dramaturge (il met en scène au Théâtre Central de la Jeunesse la pièce À la bonne heure !, À la recherche du bonheur, Le Jour de noce et Avant le dîner),, ainsi que Oleg Efremov : en 1956, le Théâtre Sovremennik s'ouvre avec la pièce Éternellement vivants, théâtre dans lequel verront le jour plus tard d'autres pièces de Rozov, comme À la recherche du bonheur, Le Jour de noce, Du soir au matin. Le film de Viktor Eisymont, À la bonne heure ! (1956), est la première adaptation au cinéma des pièces de Rozov. Le film de Mikhaïl Kalatozov, Quand passent les cigognes, adaptation de la pièce Éternellement vivants est un véritable succès. Il reçoit la Palme d'or au Festival de Cannes 1958 « pour son humanisme, pour son unité et sa haute qualité artistique ».
En 1967, il reçoit le prix d’État de l'URSS pour l'adaptation du roman Une histoire ordinaire d'Ivan Gontcharov en une pièce de théâtre, pour le théâtre Sovremennik de Moscou.
Viktor Rozov meurt à l'âge de 91 ans et est enterré au cimetière Vagankovo à Moscou.

## Famille
Viktor Rozov était marié à Nadiejda Varfolomiéiévna Kozlova (née en 1919). Il eut un fils, Sergueï (né en 1953), metteur en scène, et une fille, Tatiana (née en 1960), actrice au Théâtre d'art de Moscou. Il jouissait d'une datcha à Sovietski Pissatel.

## Œuvre

### Pièces
- Éternellement vivants (Вечно живые, 1943)
- Pages de la vie ou Ton chemin (Страница жизни (Твой путь), 1953)
- Ses amis (Её друзья, 1949)
- À la bonne heure ! (В добрый час!, 1955)
- À la recherche du bonheur (В поисках радости, 1958)
- Combat inégal (Неравный бой, 1960)
- Avant le dîner (Перед ужином, 1962)
- Le Jour de noce (В день свадьбы, 1964)
- Du soir au matin (С вечера до полудня, 1970)
- Les Garçons ou Frère Aliocha (Мальчики (Брат Алёша), 1971), d'après Les Frères Karamazov de Fiodor Dostoïevski
- Quatre Gouttes (Четыре капли, 1974)
- Le Nid du tétras (Гнездо глухаря, 1976)
- Le Marcassin (У моря (Кабанчик), 1986)

## Filmographie
Films réalisés d'après les scénarios de Sergueï Rozov :
- 1956 : À la bonne heure ! de Viktor Eisymont
- 1957 : Quand passent les cigognes de Mikhaïl Kalatozov – adaptation de la pièce Éternellement vivants
- 1960 : La Lettre inachevée de Mikhaïl Kalatozov, inspiré de la nouvelle de Valeri Ossipov
- 1960 : Une mauvaise journée (Шумный день) d'Anatoli Efros et Gueorgui Natanson – adaptation de la pièce À la recherche du bonheur
- 1961 : Auf der Suche nach Glück – téléfilm, version allemande de À la recherche du bonheur (1957)
- 1968 : Le Jour de noce de Vadim Mikhaïlov
- 1972 : Réponse à tout – adaptation de la pièce La Collecte traditionnelle
- 1972 : Page de la vie
- 1975 : Au bout du monde de Rodion Nakhapetov
- 1980 : Avant le dîner
- 1981 : Du soir au matin
- 1987 : Les Cavaliers

## Distinctions
Il est récipiendaire de plusieurs ordres et décorations russes et soviétiques, parmi lesquels l’ordre du Mérite pour la Patrie en 1995, l’ordre de la Guerre patriotique, l’ordre du Drapeau rouge du Travail ou encore l’ordre de l'Amitié des peuples.